# Araxá
|  | No s'ha de confondre amb Araxa. |

Araxá és una ciutat de l'estat brasiler de Minas Gerais. La seva població estimada el 2007 era de 87.722 habitants. Seva àrea total és 1.283 km².